# استفتاءات الوضع السياسي لبورتوريكو
يتم تقديم ثلاثة بدائل رئيسية بشكل عام للناخبين البورتوريكيين خلال الاستفتاء حول الوضع السياسي لبورتوريكو: الاستقلال الكامل، والحفاظ على وضع الكومنولث الحالي أو تعزيزه، وإقامة ولاية كاملة في الاتحاد الأمريكي. إن التوقعات الدقيقة لكل من صيغ الوضع هذه هي موضع نقاش من قبل أتباع مواقف معينة والمنتقدين. اقترح البورتوريكيون المواقف التي تعدل البدائل الثلاثة المذكورة أعلاه على النحو التالي (أ) الاستقلال المعوض بإلغاء الدعم الأمريكي التدريجي، (ب) الاستقلال السياسي الموسع دون المالي، و (ج) إقامة ولاية مع الإلغاء التدريجي للإعفاء الضريبي الفيدرالي.[بحاجة لمصدر]
كتب روبرتو باريتو أن «جميع مقترحات الاستفتاء الأخيرة كانت مقترحات استعمارية، تاركة القرار النهائي في أيدي الكونغرس. ومن خلال تعريف الاستفتاء على أنه غير ملزم، فإن الممارسة الانتخابية، بعيدًا عن كونها عملًا لتقرير المصير، تتحول إلى مجرد مسح. هذه الاستفتاءات هي في الأساس استطلاعات رأي يجب مراعاتها أو تجاهلها من قبل الهيئة التي تحتفظ لنفسها بجميع سلطات صنع القرار، أي الكونغرس الأمريكي.» وبغض النظر عن نتيجة الاستفتاء أو التصويت على مشروع القانون، سيكون من الضروري اتخاذ إجراء من قبل كونغرس الولايات المتحدة لتنفيذ تغييرات على وضع بورتوريكو بموجب البند الإقليمي لدستور الولايات المتحدة.

## ملخص الجدول
يلخص الجدول التالي نتائج الاستفتاءات العامة في بورتوريكو حتى الآن.
|                          | 1967            | 1993           | 1998            | 2012      | 2012      | 2017         | 2020             |
| ------------------------ | --------------- | -------------- | --------------- | --------- | --------- | ------------ | ---------------- |
| الاستقلال                | 4,248 (0.6%)    | 75620 (4.4%)   | 39838 (2.54%)   | غير متوفر | 5.5%      | 1.5%         |                  |
| حالة الكومنولوث          | 425.132 (60.4%) | 826326 (48.6%) | 993 (0.06%)     | 46.0%     | غير متوفر | 1.3%         |                  |
| الارتباط حر              | غير متوفر       | غير متوفر      | 4536 (0.29%)    | غير متوفر | 33.2%     | مع الاستقلال |                  |
| حالة الولاية             | 274,312 (39.0%) | 788296 (46.3%) | 728157 (46.49%) | غير متوفر | 61.3%     | 97.2%        | 655,505 (52.52%) |
| لا شيء مما سبق           | غير متوفر       | غير متوفر      | 787900 (50.3%)  | غير متوفر | غير متوفر | غير متوفر    | 592,671 (47.48%) |
| نسبة المشاركة الانتخابية | 66%             | 74%            | 71%             | 79%       | 79%       | 22.9%        | 54.72%           |

يناقش المراقبون المحليون الأهمية الدقيقة لنتائج الاستفتاء. أظهرت نتائج عام 1967 دعمًا قويًا للحفاظ على الكومنولث، لكن هذا الانتصار أعقبه الخسارة الأولى منذ عشرين عامًا للحكم من قبل الحزب الديمقراطي الشعبي، الداعم الرئيسي لحالة الكومنولث. حدث هذا جزئيًا بسبب مشاحنات القيادة. يبدو أن نتائج عام 1993 احتجاجًا على الأفكار أو المنتدى المستخدم لتغيير الوضع كما فرضه الحزب الديمقراطي الشعبي الحاكم آنذاك؛ كانت المطالب مثيرة للجدل لأنه لم يكن هناك تأكيد وشك كبير بأنها ستقبل من قبل الكونغرس. كانت نتائج عام 1998، حيث «لا شيء مما سبق»، والذي كان الخيار الذي رعاه الحزب هي الفائزة من باقي الاختيارات، اعتراضًا على المعايير التي وضعه الحزب التقدمي الجديد الحاكم في بورتوريكو.

### استفتاء عام 1967
في عام 1967، اختبرت الجمعية التشريعية المصالح السياسية لشعب بورتوريكو من خلال تمرير قانون الاستفتاء المحلي الذي سمح بالتصويت على وضع بورتوريكو. شكل هذا الاستفتاء الأول من قبل الهيئة التشريعية لاختيار ثلاثة خيارات للوضع. وبنسبة 60.4% من الأصوات، فاز خيار حالة الكومنولث بأغلبية الأصوات. وبعد هذا الاستفتاء، انتهت الجهود في السبعينيات لسن تشريع يعالج قضية الوضع في لجان الكونغرس.

### استفتاء عام 1991 على التعديل الدستوري
طلب استفتاء عام 1991 بشأن «المطالبة بالحقوق الديمقراطية» المقترحة من الناخبين الموافقة على إضافة تعديل على دستور بورتوريكو. تضمن صياغة هذا التعديل ما يلي:
- الحق غير القابل للتصرف في تقرير الوضع السياسي لبورتوريكو بحرية وديمقراطية.
- الحق في اختيار وضع محترم وغير استعماري وغير إقليمي لا يخضع للسلطات الكاملة للكونغرس.
- الحق في التصويت لثلاثة بدائل.
- سيتم اعتبار الحق الذي يتمخض عن الأغلبية فقط في الاستفتاء العام.
- الحق في أي وضع من شأنه حماية ثقافة بورتوريكو ولغتها وهويتها، واستمرار المشاركة المستقلة في الأحداث الرياضية الدولية.
- الحق في أي وضع يضمن حق الفرد في الجنسية الأمريكية.

كان من شأن تمرير هذا الاستفتاء أن يشكل مطالبة لحكومة بورتوريكو بتأسيس هذه الحقوق في دستور كومنولث بورتوريكو وتقديم التماس إلى الرئيس والكونغرس للحصول على هذه الحقوق، ولكن تم رفض ذلك من قبل شعب بورتوريكو في تصويت جاءت نسبة المشاركة كالتالي: 660.264 (53%) معترض مقابل 559.259 (44.9%) مؤيد.
وفقًا لتقرير خدمة أبحاث الكونغرس، ومع دعم الحزب الديمقراطي الشعبي وحزب استقلال بورتوريكو، فقد صوتت الأغلبية (53%) ضد الاقتراح. جادل البعض بأن قرار تحديد موعد الاستفتاء يمثل خطوة غير مباشرة لعرقلة إقامة حالة الولاية. رأى آخرون أن الرفض يعكس عدم الرضا عن الحاكم. تم تقديم تفسير آخر للتصويت وهو أن البعض أدلوا بأصواتهم خوفًا من أن التصويت بـ«نعم» سيؤدي إلى مزيد من التدهور في المزايا الفيدرالية وفقدان الجنسية الأمريكية.

### استفتاء عام 1993
تم تنظيم استفتاء عام لاحق من قبل حكومة بورتوريكو في عام 1993 (لعب حينها الكونغرس دورًا أكثر أهمية) حيث فازت حالة الكومنولث بأغلبية بنسبة 48.6%، وإن لم يكن تصويت الأغلبية. لقد فشل الوضع السياسي الحالي (الوضع الراهن) في الحصول على دعم الأغلبية الذي كان يسعى إليه.
لعب الكونغرس الأمريكي دورًا جوهريًا في استفتاء عام 1993 أكثر مما لعبه في استفتاء عام 1967. في الحملة الانتخابية عام 1992، حث مرشح الحزب التقدمي الجديد لمنصب الحاكم، على إجراء استفتاء عام حول الوضع «بعد فشل الكونغرس الأمريكي في الموافقة» على تشريع الوضع حيث وافق المجلس التشريعي. وبما أن التعريفات الواردة في بطاقة الاقتراع قد صيغت من قبل الأحزاب السياسية نفسها، لم يتدخل أي من مسؤولي الكونغرس أو السلطة التنفيذية للتأكد من أن البدائل المقدمة للناخبين ستجتاز الحشد الدستوري. تم تلخيص الفصل بين خيار الاقتراع والمتطلبات الدستورية في تقرير مجلس النواب المصاحب للتشريع الذي تم تقديمه بعد ثلاث سنوات من الاستفتاء العام، على النحو التالي: فشل تعريف عام 1993 لـ«الكومنولث» في تقديم خيارات حالة الناخبين بما يتفق مع الحكم الذاتي الكامل، وقد كان من المضلل أن يُقترح على الناخبين خيارًا غير دستوري وغير مقبول للكونغرس من جميع النواحي تقريبًا. لم يحصل أي خيار على الاقتراع في عام 1993 بأغلبية الأصوات. يزعم البعض أن حالة الولاية ربما تكون قد عانت من الخسارة الأكبر، مع الأخذ في الاعتبار أن الحاكم والمجلس التشريعي كانا أعضاء في الحزب التقدمي الجديد وأن الاستفتاء نفسه كان بمثابة وعد كبير للحملة الانتخابية. كما قد يجادل آخرون بأن دعاة الحزب الديمقراطي الشعبي لم يحققوا نصرًا نهائيًا في تصويت عام 1993 لأن الكونغرس رفض خيار حالة الكومنولث المقدم في أوراق الاقتراع. في النهاية، تم تأكيد وضع حالة الكومنولث مرة أخرى في استفتاء عام 1993.

### استفتاء عام 1998
في آخر استفتاء محلي تم تنظيمه في بورتوريكو، والذي جرى في 13 ديسمبر 1998، حصل الوضع الراهن (حالة الكومنولث) على أقل من عُشر واحد بالمائة (0.06%) من إجمالي الأصوات. ذهبت الأغلبية إلى خيار «لا شيء مما ورد أعلاه» والذي حصل على 50.3%. تبع ذلك خيار حالة الولاية الذي حصل على 46.7%. حصل خيار الاستقلال على 2.5% من الأصوات.

### استفتاء 2012
في 6 نوفمبر 2012، تم إجراء استفتاء عام رابع يتألف من سؤالين. طرح السؤال الأول على الناخبين ما إذا كانوا يريدون الحفاظ على حالة الكومنولث الحالية بموجب البند الإقليمي في دستور الولايات المتحدة أو ما إذا كانوا يفضلون خيارًا غير إقليمي. طرح السؤال الثاني على الناخبين البديل المفضل إذا كان الخيار غير الإقليمي مطلوبًا وأعطى الناخبين الاختيار بين ثلاثة بدائل غير إقليمية: الولاية أو الاستقلال أو الارتباط الحر.
بعد عشرة أيام من استفتاء عام 2012، في 16 نوفمبر 2012، ذكرت اللجنة الانتخابية أن 54% صوتوا بـ«لا» على الحفاظ على الوضع الإقليمي لبورتوريكو، وهو الجزء الأول من الاستفتاء. وفي الجزء الثاني، حيث طُلب من الناخبين الاختيار بين حالة الولاية والاستقلال والارتباط الحر، اختار 61.2% إقامة ولاية، بينما فضل 33.3% الارتباط الحر و5.5% الاستقلال. ومع ذلك، تم الطعن في هذه النتائج من قبل المراقبين الذين لاحظوا أن ما يقرب من 500 ألف بطاقة اقتراع فارغة تم تجاهلها في التقارير الصادرة عن الحزب التقدمي الجديد المؤيد للولاية، على عكس أحكام محكمة بورتوريكو السابقة في قضية Sánchez y Colón v. ELA, 134 DPR 445 (1993); and 134 DPR 503 (1993) وقضية Suárez Cáceres v. CEE, 176 DPR 31 (2009) اللذان أكدا أنه ينبغي اعتبار البطاقات البيضاء ضمن خيار «لا شيء مما ورد أعلاه» عندما لا يتم تقديم هذا الخيار في بطاقة الاقتراع. بعد هذه السوابق القضائية، ستعكس النتائج تفضيل حالة الولاية بنسبة 44.4% من الأصوات، في حين عارضها 55.6%. في 11 ديسمبر 2012، أقرت الجمعية التشريعية السادسة عشرة المؤيدة لحالة الولاية في بورتوريكو قرارًا متزامنًا «[ي]طلب من الرئيس والكونغرس في الولايات المتحدة... بدء عملية قبول بورتوريكو في الاتحاد باعتبارها ولاية.»
تعهد الرئيس أوباما باحترام إرادة شعب بورتوريكو «إذا كانت هناك أغلبية واضحة». ذكر بيان صدر في ديسمبر 2012 يوضح موقف إدارة أوباما من نتائج الاستفتاء العام، أن «شعب بورتوريكو يريد حل قضية الوضع، واختارت الأغلبية إقامة ولاية». وكان بيان سابق للبيت الأبيض قد قال: «حان الوقت الآن لكي يتصرف الكونغرس وستعمل الإدارة معه [مع الكونغرس] في هذا الجهد حتى يتمكن شعب بورتوريكو من تحديد مستقبله.» وفي 10 أبريل 2013، نفذ الرئيس أوباما وعده باحترام إرادة شعب بورتوريكو في اقتراح ميزانية السنة المالية 2014 إلى الكونغرس، وطلب «2.5 مليون دولار للجنة الانتخابات في بورتوريكو لاستخدامها في توعية الناخبين والاستفتاء».
في 14 مايو 2013، وافقت الجمعية التشريعية السابعة عشر المؤيدة بشدة لحالة الكومنولث في بورتوريكو على قرار متزامن نص جزئيًا على التالي: «في 6 نوفمبر 2012، جرت دعوة دعائية في بورتوريكو بالتزامن مع الانتخابات العامة التي كانت نتائجها غير حاسمة لأن أيًا من الخيارات لم يحصل على أغلبية الأصوات». في اليوم التالي، في 15 مايو 2013، قدم النائب المؤيد لحالة الولاية بيدرو بييرلويزي قانون قرار وضع بورتوريكو إلى مجلس النواب طالبًا من الكونغرس قبول بورتوريكو باعتبارها الولاية رقم 51.

### استفتاء 2017
قدمت الاستفتاءات العامة السابقة للناخبين ثلاثة خيارات: الولاية، والارتباط الحر، والاستقلال. قدم استفتاء عام 2017 حول وضع بورتوريكو خيارين فقط: الولاية والاستقلال / الارتباط الحر. كان من الممكن أن يؤدي تصويت الأغلبية لصالح الأخير إلى تصويت ثان لتحديد الأفضلية: الاستقلال الكامل كدولة أو وضع دولة حرة مرتبط بالاستقلال ولكن مع «ارتباط سياسي حر وطوعي» بين بورتوريكو والولايات المتحدة. سيتم تفصيل تفاصيل اتفاقية الشراكة في اتفاق الارتباط الحر الذي سيتم التفاوض عليه بين الولايات المتحدة وبورتوريكو. قد تغطي هذه الوثيقة مواضيع مثل دور الجيش الأمريكي في بورتوريكو، واستخدام العملة الأمريكية، والتجارة الحرة بين الكيانين، وما إذا كان البورتوريكيون سيكونون مواطنين أمريكيين.
يؤيد الحاكم ريكاردو روسيلو بقوة إقامة الولاية من أجل تطوير الاقتصاد وللمساعدة في «حل معضلتنا الاستعمارية التي يبلغ عمرها 500 عام... الاستعمار ليس خيارًا.... إنها قضية حقوق مدنية... 3.5 مليون مواطن يسعون لديمقراطية مطلقة». تشمل مزايا إقامة الولاية مبلغًا إضافيًا قدره 10 مليارات دولار سنويًا من الأموال الفيدرالية، والحق في التصويت في الانتخابات الرئاسية، ومزايا الضمان الاجتماعي والرعاية الصحية الأعلى، وحق الوكالات الحكومية والبلديات في تقديم طلب للإفلاس. هذا الأخير محظور حاليًا.
قد تكون حالة الولاية مفيدة كوسيلة للتعامل مع الأزمة المالية، لأنها ستسمح بالإفلاس والحماية ذات الصلة. ووفقًا لبنك التنمية الحكومي، قد يكون هذا هو الحل الوحيد لأزمة الديون. يتمتع الكونغرس بسلطة التصويت للسماح بالحماية بموجب الفصل التاسع دون الحاجة إلى إقامة دولة، ولكن في أواخر عام 2015 لم يكن هناك دعم يذكر في مجلس النواب لهذا المفهوم.
في نفس وقت الاستفتاء تقريبًا، كان من المتوقع أيضًا أن يصوت المشرعين في بورتوريكو [بحاجة لتحديث] على مشروع قانون يسمح للحاكم بصياغة دستور الولاية وإجراء انتخابات لاختيار أعضاء مجلس الشيوخ والنواب في الكونغرس الفيدرالي. فازت حالة الولاية بنسبة 97% من الأصوات، لكن الاستفتاء لم يكن له سوى 23.93% حيث قاطع المعارضون التصويت. لم يتم اتخاذ أي إجراء آخر.

### استفتاء عام 2020
لأول مرة، سيتم إجراء تصويت بنعم أو لا على إقامة الولاية في في 3 نوفمبر 2020.
بناءً على العد الكامل المصدق في ليلة الانتخابات، فاز خيار متابعة حالة الدولة في الاستفتاء بنسبة 52.52% مقابل 47.48%.

### استفتاء بتكليف من الكونغرس
لم يتم إجراء أي استفتاء بتكليف من الكونغرس على الإطلاق، وكان متوسط إقبال الناخبين في الأصوات التي تم سنها محليًا أقل بنسبة 10% تقريبًا من الانتخابات العامة. ومع ذلك، تم تقديم العديد من مشاريع القوانين إلى الكونغرس لإجراء استفتاء عام يدعمه الكونغرس ويلتزم به.